# Heinrich Christopher von Pultz
Heinrich (Henrik) Christopher von Pultz (1660-1697) var dansk officer og blev hjemsendt med rang af oberstløjtnant. Blev d. 11. maj 1686 optaget i den danske adel, og blev dermed stamfader til den ældste af to linjer af adelige von Pultz. En linje som døde ud med Mette Sophie Brun (født von Pultz) i 1760. Den yngste af de to linjer af adelige von Pultz (som blev adelige d. 3, januar 1693) løb dog videre og havde ritmester Hans Henrik Friderich von Pultz som stamfader.
Oberstløjtnant Heinrich Christopher von Pultz blev født i 1660 i Saksen, Tyskland og døde omkring d. 20. november 1697. Han er bror til ritmester Hans Henrik Friderich von Pultz.

## Familie

### Ægteskab
Heinrich Christopher von Pultz blev gidt med Mette Sophie von Pultz (født Ottesdatter Skade) i 1690. Sammen fik de 3 børn.
Parret fik ingen børnebørn, hvorfor slægtslinjen døde ud med Heinrich Christophers datter Mette Sophie Brun (født von Pultz) i 1760.

### Børn - med Mette Sophie
- Sophie Amalie von Pultz (f. 19 jan. 1690, d. 19 jan. 1711 - 21 år)
- Mette Sophie von Pultz, til Kjølberg (f. 22 jul. 1697, d. 1760 - 62 år)
- Agnete Margrethe von Pultz (f. 1702, d. 4 jul. 1726 - 24 år)

## Militær
Heinrich Christopher von Pultz var officer i Hæren og blev få år før sin død udnævnt til oberstløjtnant. Han gjorde tjeneste fra 1680 til sin død i 1697.
I perioden efter udnævnelse til major i 1693, havde han fået tildelt rejsepas til at gøre tjeneste for fremmede potentater. Heinrich Christopher gjorde sidst tjeneste i Frankrig og kom i 1691 retur sammen med Christian Gyldenløwe (Güldenlöwe).

### Karriere
- 1680 - Fænrik ved Akershusiske Nationale Infanteriregiment
- 1682 - Premierløjtnant
- 1684 - Premierløjtnant ved Løwendals Dragoner
- 1686 - Kaptajn ved Marschalls Dragoner
- 1692 - Kaptajn ved Rhodes Dragoner
- 1693 - Major ved Marschalls Dragoner
- 1693-1691 - Tjeneste for fremmede potentater, bl.a. i Frankrig
- 1695 - Oberstløjtnant

## Ejerskab og besiddelser
- ?-1697 - Kjølberg Herregård i Norge